# Копец, Иосиф
Иосиф Копец (пол. Józef Kopeć; 1758—1827) — литвинский шляхтич, военный Великого княжества Литовского, этнограф, исследователь Камчатки, автор исторических записок.

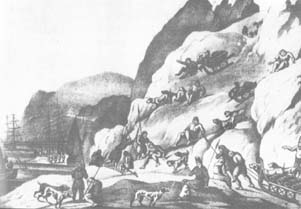
Возвращение в порт Охотска. Иллюстрация к книге И.Копеца «Dziennik podróży Józefa Kopcia przez całą wzdłuż Azyę lądem do portu Ochocka etc.»

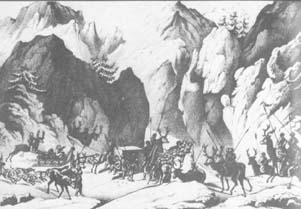
Встреча с чукчами. Иллюстрация к книге И.Копеца «Dziennik podróży Józefa Kopcia przez całą wzdłuż Azyę lądem do portu Ochocka etc.»

Около 1774 поступил на службу в армию. С 1778 — во 2 бригаде кавалерии народного войска Великого княжества Литовского .
Служил сначала под начальством Георгия Коллонтая.
В звании поручика командовал кавалерийским эскадроном в ходе русско-польской войны (1792) г. Участник битвы под Дубенкой.
После победы сторонников Тарговицкой конфедерации, поддержанных российскими и прусскими войсками, которая привела к упразднению Конституции 3 мая 1791 г. и отмене всех польских реформ, принятых Четырехлетним сеймом 1788—1792 гг. Копец вместе со своим подразделением принес присягу на верность российской императрице Екатерине II и поступил на службу в русскую армию в чине майора.
После начала восстания Костюшко в 1794 году, Копец вместе со своим и несколькими другими эскадронами, перешел на сторону повстанцев, оставил позиции и ушел из-под Киева, чтобы присоединиться к войскам Т.Костюшко. Вслед за ним тысячи других литвинов и поляков, состоявших на царской службе, последовали за ним.
За этот поступок он был произведен в ранг вице-бригадира (что ныне соответствует чину полковника).
В 1794 отличился при обороне Варшавы. Принимал участие в битве под Мацеёвицами, во время которой был ранен и взят в плен, а затем сослан сначала в Иркутск, а затем на Камчатку. В течение двух лет ссылки занимался коллекционированием и исследованием культур народов крайнего Севера.
Указом Павла I от 29 ноября 1796 Копец был возвращён из ссылки с запретом проживания в крупных городах империи.
После освобождения вернулся в Польшу, поселился в Пулавах у семейства Чарторыских, затем у Радзивиллов в Несвиже, а впоследствии переехал на Волынь в Порыцк, теперь Павловку к Т. Чацкому.
Окончательно осел в родовом имении Лушнев, завел семью, посвятив себя ведению хозяйства, писал статьи в различные газеты, занимался общественной деятельностью, вступил в местную масонскую ложу.
Умер Копец в своем имении в 1827 году. Был похоронен на местном кладбище.
Оставшиеся после него рукописи издал С. Рачиньский под заглавием: «Dziennik podróży Józefa Kopcia przez całą wzdłuż Azyę lądem do portu Ochocka etc.» (Бреславль, 1837; дополнен. Берл., 1863—1868).